# Hương Long (xã)
Hương Long là một xã thuộc huyện Hương Khê, tỉnh Hà Tĩnh, Việt Nam.

## Địa lý
Xã Hương Long có diện tích 14,72 km², dân số năm 2022 là 5.649 người, mật độ dân số đạt 383 người/km².

## Hành chính
Xã Hương Long được chia thành 15 xóm: 1, 2, 3, 4, 5, 6, 7, 8, 9, 10, 11, 12, 13, 14, 15.

## Lịch sử
Năm 2009: Tách 127,80 ha diện tích tự nhiên và 513 người của xã Hương Long nhập vào thị trấn Hương Khê.
Ngày 17 tháng 7 năm 2019, HĐND tỉnh Hà Tĩnh ban hành Nghị quyết số 157/NQ-HĐND về việc sáp nhập Thôn 10 vào Thôn 3.